# جون جاكوبس (ناشطة سلام)
جون جاكوبس (بالإنجليزية: June Jacobs)‏ هي ناشطة سلام بريطانية، ولدت في يونيو 1930، وتوفيت في 22 يوليو 2018 بسبب سكتة.